# Gustave Bauer
Gustave George Bauer (Newark, Nueva Jersey, 3 de abril de 1884 - 15 de febrero de 1947) fue un luchador estadounidense que compitió en los Juegos Olímpicos de Saint Louis 1904. Ese mismo año ganó la medalla de plata en la categoría de peso Libre 115 lb masculino, detrás de su compatriota George Mehnert. Además pertenecían a la asociación de Newark's National Turnverein. Había tres participantes en dicha categoría, todos de los EE. UU..
A pesar de que obtuvo la medalla de plata en dichos juegos, entre 1905 y 1912 ganó seis títulos de la UCA, ya sea en 115 o 125 lbs., Y fue un tres veces finalista en la UCA, dos veces en la clase 105 lb.